# Ясмина Хадра
Ясмина Хадра (араб. يسمينة خضراء‎) — псевдоним алжирского писателя Мохаммеда Мулессегуля (محمد مول السهول ).

## Биография
Мохаммед Мулессегуль родился 10 января 1955 года в небольшом алжирском городе Кенадсе. В 1997 году он начал заниматься писательской деятельностью, взяв себе женский псевдоним чтобы избежать военной цензуры. Несмотря на публикацию многих романов в Алжире, Мулесул показал свою истинную идентичность только в 2001 году после увольнения со службы в армии. Он собирался покинуть страну и искать уединения во Франции. Анонимность была единственным способом для него, чтобы выжить и избежать цензуры во время алжирской гражданской войны.
Его роман про Афганистан при талибах — The Swallows of Kabul, был номинирован на Международную дублинскую литературную премию в 2006 году, так же как и роман The Attack в 2008 году. Произведение L’Attentat выиграло Prix des libraires в 2006 году, эта премия присуждается от лица пяти тысяч книжных магазинов во Франции, Бельгии, Швейцарии и Канады.
Ясмина Хадра стал директором алжирского культурного центра  в Париже в ноябре 2007 года.
Перед выборами 2014 года Хадра выдвигал свою кандидатуру на пост президента Алжира, но собрал только 43 тыс. из 90 тысяч необходимых подписей.